# エドワード・ジョンストン
エドワード・ジョンストン（Edward Johnston, 1872年2月11日 - 1944年11月26日）は、イギリスの工芸家、タイポグラファー（書体デザイナー）、カリグラファー。ウィリアム・リチャード・レザビー（William Richard Lethaby）らとイギリスにおけるアーツ・アンド・クラフツ運動を推進した。
1899年から中央美術工芸学校（Central School of Arts and Crafs）で文字彩飾クラス（Illuminating Class）を担当、教え子にエリック・ギル（Eric Gill）、グレイリー・ヒューイット（Graily Hewitt）、ノエル・ルーク（Noel Rooke）、ハロルド・カーウェン（Harold Curwen）らがいた。
1916年にはロンドン地下鉄のためのサンセリフ書体ジョンストン（Johnston）をデザインした。小文字の「i（アイ）」や「j（ジェイ）」のドットが菱形で、「l（エル）」にはカギ状のシッポがついているなど、特徴的なサンセリフ書体である。
また、ジョンストンは1919年にロンドン地下鉄のロゴタイプであるブルズアイ（bullseye）もデザインしている。円形マーク（roundel）に駅名などのラベルを交差させたもので、今もロンドンの至るところで目にすることができる。
なお、現在ロンドン地下鉄およびバスで使われている書体ニュー・ジョンストン（New Johnston）は、1979年から80年代にかけて、バンクス・アンド・マイルズ社に加わっていた日本人デザイナー河野英一がジョンストン・サンズを元にリデザインしたものである。